# Инкрементализм
Инкрементали́зм — стратегия процесса принятия политических решений, предполагающая, что принимаемые решения плохо согласуются с реальной политической ситуацией. Лица, принимающие решения, пытаются лишь скорректировать проводимый политический курс, не прибегая к всестороннему анализу ситуации и ожидаемых результатов. Концепция была разработана профессором Йельского университета Чарлзом Линдбломом и опубликованная в статье «Наука доведения дел кое-как» (1959 г.).

## История
Истоки данной стратегии берут начало из фундаментального мировоззрения прагматиков о мировом устройстве, который предполагает кусочную («лоскутную» природу). Для них иерархия целей, построение долгосрочных перспектив не имеют решающего значения, а превалирует ежеминутное решение проблемы «здесь и сейчас».

## Суть подхода
Данный подход является по своей сути дескриптивным.
Он предполагает только описание происходящих процессов без анализа путей принятия решений.
Основные идеи концепции:
1. в условиях разделения властей процесс принятия политического решения — это процесс взаимного приспособления и конкуренции игроков, ведущих между собой трудную борьбу и долгий торг — так называемая «перепалка единомышленников»[1] ;
2. основное значение при выборе решения имеет не столько рациональное обоснование идеальных общих целей, сколько различия (нередко коренные) в интересах индивидов и групп, участвующих в принятии того или иного государственного акта;
3. слабая роль теоретического анализа в процессе принятия политического решения в связи с ограниченностью ресурсов и знаний;
4. ориентация не на «оптимальные», а на «маргинальные» решения, обеспечивающие не радикальное изменение, но некоторое приближение к «снятию» проблемы;
5. постепенное движения посредством дробления проблемы на более мелкие её составляющие;
6. решения принимаются на основе сиюминутной политической ситуации.

## Критика модели
Критики данной модели принятия политических решений называют подобную модель маргинальной, считая, что он может привести к застою и стагнации из-за блокирования всех неотложных радикальных альтернатив. Многие учёные считают данную модель слишком «субъективизированной», основанной лишь на мнении конкретных индивидов без учёта теоретических концепций и анализа. Считается, что данная модель непригодна в условиях исключительных обстоятельств (война, катастрофа, природные катаклизмы).
Йехезкель Дрор критикует инкременталистский подход к принятию решений за то, что он может быть использован только тогда, когда реальный политический курс оценивается положительно, социальные условия стабильны. В противном случае применение этого метода не имеет смысла.